# 坚克·伊尔代姆
坚克·伊尔代姆（土耳其語：Cenk İldem，1986年1月5日—），土耳其男子摔跤运动员。他曾代表土耳其参加2012年、2016年和2020年夏季奥林匹克运动会摔跤比赛，其中2016年奥运会获得一枚铜牌。